# China Cola

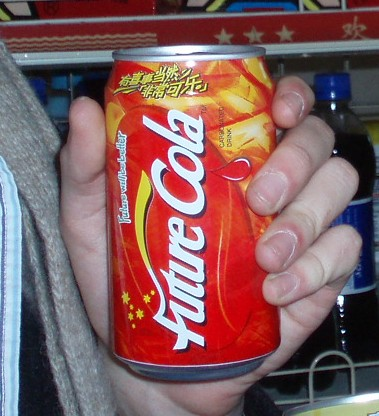
Una lata de Future Cola en China en 2006

China Cola (también llamada Future Cola) es una bebida de cola presentada en 1998 y fabricada por Hangzhou Wahaha Group de China, donde tiene una cuota de mercado del 12-15%, convirtiéndolo en el tercer fabricante de refrescos en China (tras Coca-Cola y Pepsi).

## Mercados internacionales
Wahaha trabaja con una empresa comercial y de distribución en Taiwán y completó una fábrica para sus productos de cola en Indonesia. La cola se ha sumado a otros productos de Wahaha que se exportan a Francia, Alemania, Hong Kong, Italia, Japón, Malasia, Países Bajos, España, Taiwán, Tailandia y Estados Unidos.